# Reshumot
Reshumot ou Rashumot (en hébreu רשומות, littéralement « archives ») est le journal officiel d'Israël.
À la création de l'État d'Israël en 1948, la revue s'appelait Iton Rishmi (עתון רשמי, littéralement « journal officiel »), et elle a pris son nom actuel avec l'article 13 de la loi de transition de 1949 (he),.
Les sections de Reshumot sont :
- Yalkut Ha-Pirsumim (ילקוט הפרסומים[4]) : annonces du gouvernement (he)
- Sefer Ha-Chukkim (ספר החוקים[4]) : législation principale
- Chukkei Taktziv : législation budgétaire
- Kovetz Ha-Takkanot : législation secondaire et dispositions réglementaires
- Hatza'ot Chok : propositions de loi introduites à la Knesset
- Chukkei Taktziv (Hatza'ot) : propositions de loi budgétaires